# セサミストリートのクリスマス (2016年のテレビスペシャル)
セサミストリートのクリスマス（Once Upon a Sesame Street Christmas）は、セサミワークショップのセサミストリートのクリスマス・スペシャル。2016年11月25日にHBOで放送された後、2017年11月22日にPBSで放送された。日本ではU-NEXTで配信されている。

## 登場人物

### セサミストリートの住人たち
サンタクロース
演 - ジム・ガフィガン
ベラ
演 - ゾーシャ・マメット
オードラ
演 - オードラ・マクドナルド、吹替 - 天音ゆかり
アラン
演 - アラン・ムラオカ、吹替 - 後藤敦
ニーナ
演 - スキ・ロペス、吹替 - 大室佳奈

### マペットたち
エルモ
操演 - ライアン・ディロン、吹替 - 松本健太
ビッグバード
操演 - キャロル・スピニー、マット・ボゲル（人形劇のみ）、吹替 - 鶴岡聡
アビー・カダビー
操演 - レスリー・カラーラ・ルドルフ、吹替 - 小桜エツコ
クッキーモンスター
操演 - デビッド・ラドマン、吹替 - 佐藤哲也
グローバー
操演 - エリック・ジェイコブソン、吹替 - 西脇保
ロジータ
操演 - カルメン・オズバー、吹替 - 竹田佳央里
オスカー
操演 - キャロル・スピニー、エリック・ジェイコブソン（人形劇のみ）、吹替 - 河相智哉

## 歌
- "Holiday Lights"
- "Let Santa Know We're Here"
- "Two is You and Me"
- "Deck the Halls"
- "Kindness"